# Georges Carnus
Georges Carnus (13 d'agost de 1940) és un exfutbolista francès.

## Selecció de França
Va formar part de l'equip francès a la Copa del Món de 1966.

## Palmarès
- Ligue 1: 1968, 1969, 1970 a AS Saint-Étienne, 1972 a Olympique de Marsella
- Coupe de France: 1968, 1970 a AS Saint-Étienne, 1972 a Olympique de Marsella